# Boleto al paraíso
Boleto al paraíso es una película dramática cubana de 2010, inspirada en SIDA: Confesiones a un médico y dirigida por Gerardo Chijona.
Fue nominada a ser mejor película hispanoamericana en los Premios Goya, donde llegó a ser finalista, perdiendo contra Un cuento chino.

## Trama
En un pueblo del interior de Cuba, en 1993, Eunice (16 años) vive con su padre Armando (45 años). Desde que su madre había muerto, Armando mantiene relaciones sexuales con su hija. Entonces, Eunice decide huir de su padre y roba dinero a una compañera, pero es descubierta por la maestra. Por eso, no le queda otra que volver a su casa.
Mientras tanto, en un pueblo cercano, un grupo de rockeros, Alejandro (18 años), Fito (17 años) y Lidia (18 años), roban una farmacia, llevándose gran cantidad de psicofármacos, con la intención de venderlos para pagar un viaje a La Habana para un concierto. Cuando la policía empieza a investigar el robo, decide que el grupo llevaría una vida mejor en La Habana, y se ponen en marcha para llegar a la capital cubana.
Esa misma noche, Armando llega borracho del trabajo e intenta violar nuevamente a Eunice, por lo que empiezan a forcejear. En ese momento, Eunice hiere a su padre y logra escapar. Así llega a Santa Clara, un pueblo cercano, donde se echa a dormir en una plaza.
Alejandro, Fito y Lidia llegan a la misma plaza, donde se encuentran con Eunice. Luego de un pequeño altercado con su tío, habla por primera vez con Eunice y le ofrece la compañía del grupo, que ella acepta encantada. Durante el viaje, Eunice comienza a sentirse atraída por Alejandro, sentimiento compartido por el mismo. En un momento del viaje, unos ladrones les roban las mochilas, y con ellas los psicofármacos. En esto, la policía interviene, llevándolos apresados, aunque son liberados al poco tiempo.
Sin dinero para proseguir el viaje, un chófer de taxi le canjea un viaje por una escena de exhibicionismo y masturbación, a la cual el grupo acepta. A la llegada a la casa de su hermana, Eunice descubre que su padre esta esperándola para llevarla nuevamente al pueblo. Eunice aprovecha una discusión entre su hermana y su padre para escapar para La Habana, para buscar al grupo de los roqueros. Después de varias vueltas, se reencuentra con el grupo en un concierto de rock, y se entera de que el grupo se había expandido con el ingresó de Yusmary (19 años).
Por la ciudad corría el rumor de que la policía perseguía a los frikis para que vayan a campos de trabajos. En una redada, el grupo logra zafarse, con mucha suerte. La inseguridad se sentía en el ambiente, por lo cual Alejandro y Fito deciden poner en práctica un plan de ellos. La llegada al grupo de Milena (17 años) despierta los celos de Eunice.
El plan consistía el infectarse del virus VIH, para ser llevados a un sanatorio donde se les daba de comer y se los tenía refugiados y abrigados, lo que ellos necesitaban. Milena era portadora del virus, y vivía en uno de esos sanatorios. Lidia, al enterarse del plan, lo acepta. Yusmany, en cambio, no lo acepta y se retira del grupo. Eunice, decepcionada y celosa, se marcha del grupo. Esa misma noche, Milena se entrega en una orgía al grupo, que buscaban contraer la enfermedad.
Después de los exámenes médicos, el único infectado es Alejandro, y Lidia y Fito se vuelven al pueblo. Mientras tanto, Alejandro es internado en el sanatorio, donde se encuentra que no es como lo pensaba. Después de intentar escapar, Rensoli (40 años), el director del establecimiento, le muestra a Milena, que agonizaba en la sala de cuidados intensivos.
Mientras tanto, Eunice lo espera y se aloja en la casa de Yusmany, quien, al cabo de un tiempo, obliga a Eunice a pagar la estadía de su casa, y, al no poder pagarlo, la obliga a trabajar de prostituta. En una salida, es detenida por la policía, pero logra escapar con la ayuda de otra prostituta.
Luego, decide ir al sanatorio de Alejandro. Llegó justo antes de que este se suicidara, por lo que desistió y tuvieron por primera vez relaciones sexuales, y Eunice queda infectada por el virus. A los dos años, Alejandro muere, y Eunice, embarazada, decide tener a su hijo, a pesar de todo.

## Reparto
- Eunice: Miriel Cejas
- Alejandro: Héctor Medina
- Lidia: Dunia Matos
- Yusmary: Saray Vargas
- Armando: Luis Alberto García
- Fito: Fabián Mora
- Taxista: Alberto Pujol
- Milena: Ariadna Muñoz
- Alicia: Blanca Rosa Blanco
- Rensoli: Jorge Perugorría

## Premios
- Premio a la Mejor Película en el Festival de Cine de Málaga (Territorio latinoamericano), España, 2011.
- Premio al Mejor Actor (Héctor Medina) en el Festival Ibero-Americano de Cinema e Vídeo, Fortaleza, Ceará, Brasil, 2011.
- Premio Estrella de La Habana a la Mejor Película en el Havana Film Festival New York, Estados Unidos, 2011.
- Premio del Público en el Festival Biarritz Amérique Latine, Cinémas & Cultures, Francia, 2011.